# منزل توکلی
منزل توکلی مربوط به دوره قاجار است و در شیراز، محله گود عربان، خیابان لطفعلی خان زند واقع شده و این اثر در تاریخ ۸ مرداد ۱۳۸۱ با شمارهٔ ثبت ۶۰۷۰ به‌عنوان یکی از آثار ملی ایران به ثبت رسیده است.